# Environnement au Mali
L'environnement au Mali est l'environnement (ensemble des éléments - biotiques ou abiotiques - qui entourent un individu ou une espèce et dont certains contribuent directement à subvenir à ses besoins) du pays Mali.

## La biodiversité au Mali

### Milieux

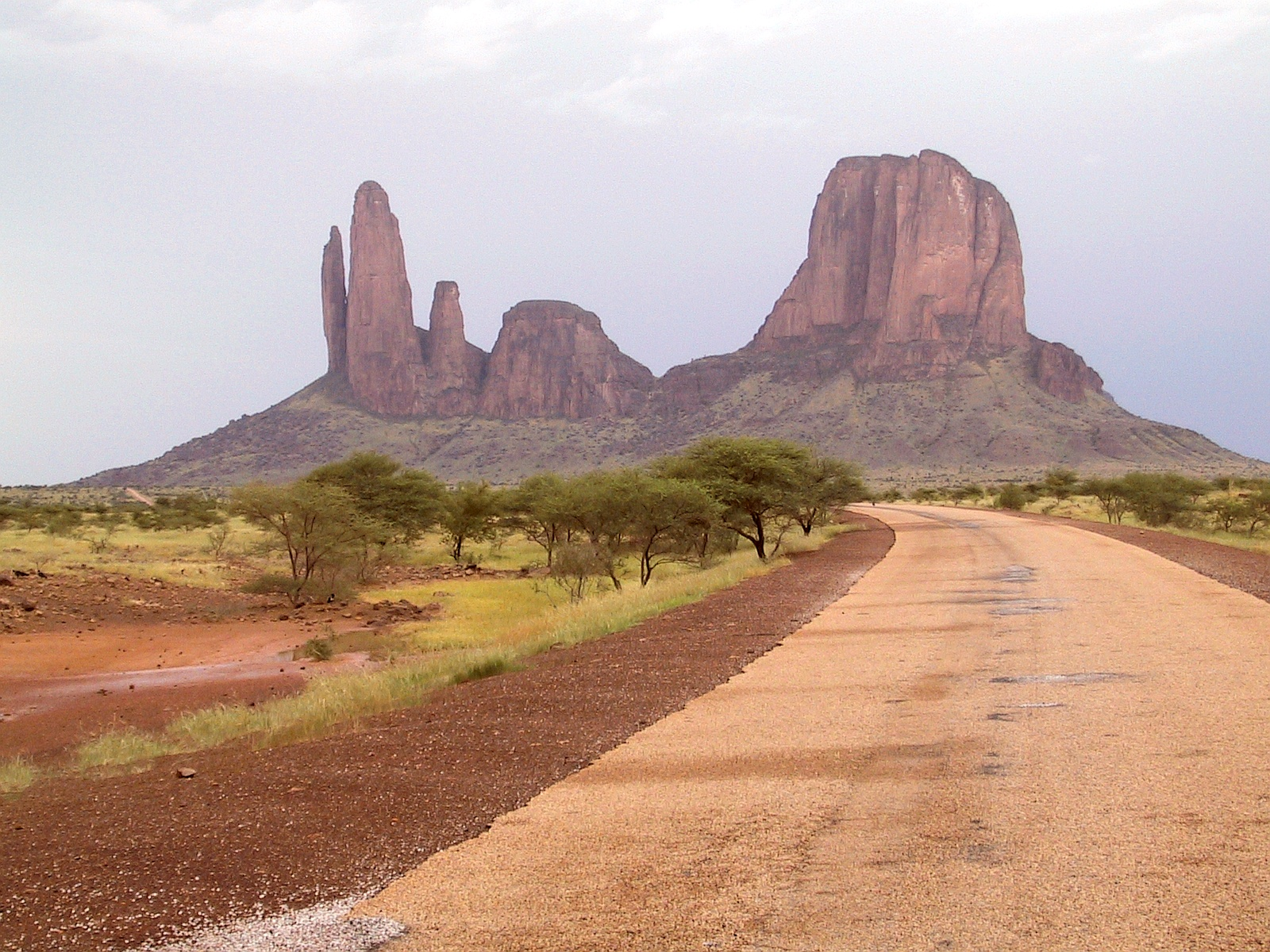
Mont Hombori

Le Mali est un pays plat légèrement vallonné, avec des altitudes généralement comprises entre 250 et 500 mètres. Quatre grands ensembles composent le relief : les plateaux gréseux soudano-sahélien (plateau mandingue, falaise de Bandiagara et monts Hombori), collines et plaines soudano-sahéliennes, delta intérieur du Niger et le massif de l’Adrar des Ifoghas avec ses ergs et ses hauteurs.
Le Sahara occupe une partie importante du territoire malien, environ les deux tiers.

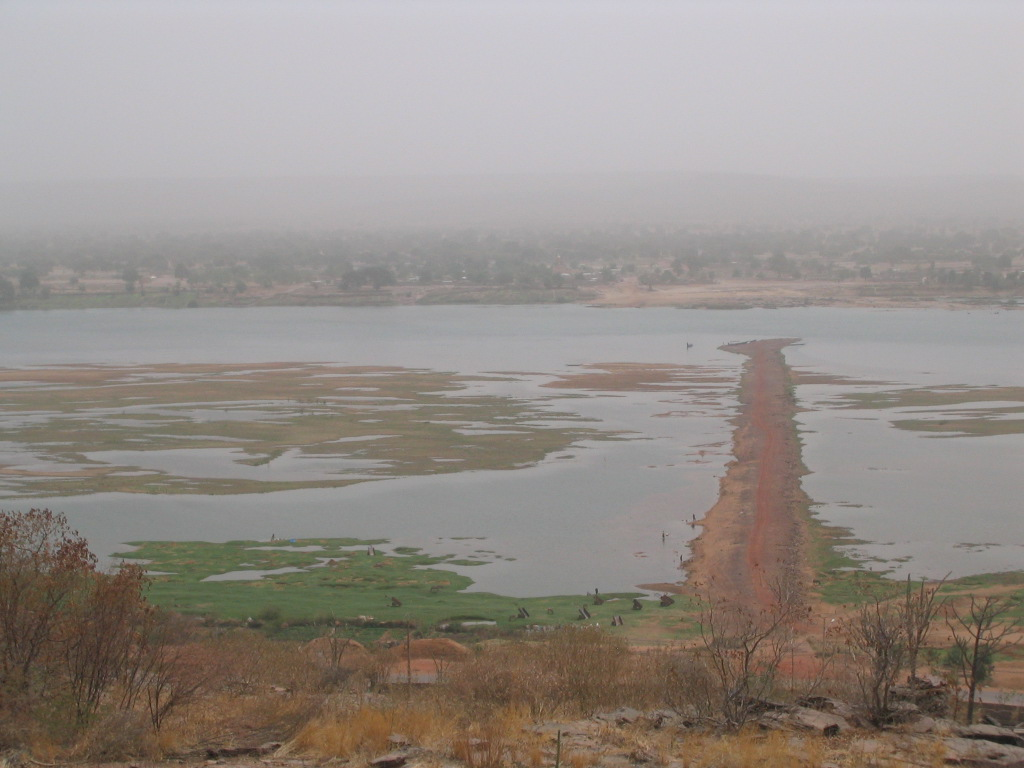
Le fleuve Niger à Koulikoro.

Deux grands fleuves traversent le Mali :
- Le Niger qui parcourt le Mali sur 4 200 km. Le Bani est un de ses affluents. Le Delta central du Niger, entre Tombouctou et Léré est une vaste zone inondée après la saison des pluies. Après la décrue, la région est parsemée de lacs, comme le lac Débo et le lac Figuibine,
- Le Sénégal. Parmi ses affluents, on peut citer le Bafing, le Baoulé et la Falémé.

### Faune et flore
De par la variété des milieux naturels, la flore malienne est très diversifiée. Les botanistes G. Boudet et J.P. Lebrun ont recensé, en 1986, 1 739 espèces spontanées ligneuses, appartenant à 155 familles différentes. Huit espèces sont endémiques au Mali : Maerua de waillyi, Elatine fauquei, Pteleopsis habeensis, Hibiscus pseudohirtus, Acridocarpus monodii, Gilletiodendron glandulosum, Brachystelma medusanthemum et  Pandanus raynalii.
Plusieurs arbres sont typiques de la végétation malienne, parmi lesquels on peut citer le baobab, le karité, le Néré, le tamarinier, le rônier ou le balazan.
Les mammifères sont représentés par 136 espèces, recensées en 1989 par l’UICN
. Certaines sont en voie d’extinction : l’éland de Derby, la girafe, la gazella dama l'oryx gazelle, l’Addax, le mouflon à manchettes, l'hippopotame nain, le guépard, le lycaon, le lamantin (Trichechus senegalensis), le pangolin, l'orycterope du Cap, le lion, l’éléphant, le chimpanzé, le chacal, l’hyène tachetée, le guib.
Le damalisque a disparu du Mali[réf. nécessaire].
L’éléphant est en danger d’extinction au Mali et ne subsiste que dans la région du Gourma, où des recensements effectués entre 2002 et 2007 ont dénombré entre 322 à 344 individus. La sécheresse qui affecte les cours d’eau et les mares, menace les derniers éléphants. En mai 2010, 21 individus sont ainsi morts assoiffés.
Plus de 640 espèces d’oiseaux ont été recensées au Mali, dont de nombreux oiseaux migrateurs qui viennent séjourner dans le delta intérieur du Niger[réf. nécessaire].
Le long du fleuve Niger, 143 espèces de poissons ont été inventoriées par J. Daget en 1954.

### Aires protégées
Le Mali a mis progressivement en place des aires de protections de la nature : une réserve de biosphère, 2 parcs nationaux, 8 réserves de faune, 1 sanctuaire, 3 sites Ramsar, 1 parc biologique et 6 zones d’intérêt cynégétique, qui couvrent 7 % du territoire. Ces réserves et parcs pourraient drainer de nouveaux flux importants de tourisme, flux aujourd'hui très limités.

## Impacts sur les milieux naturels

### Pression sur les ressources

#### Pression sur les ressources non renouvelables
Le sous-sol du Mali est reconnu pour sa richesse en pierres précieuses et en différents fossiles. Parmi toutes les ressources minières connues du pays, seul l'or connaît en 2019 une exploitation intense.

### Pression sur les sols et l'eau
Les cours d’eau sont menacés par l’ensablement, notamment dans le septentrion malien, la dégradation des berges et la pollution.

### Pollutions

#### La gestion des déchets
Un habitant d'Afrique sub-aharienne génère en moyenne 165 kg de déchets par an et par habitants en 2023 (soit nettement moins que dans les pays plus riches).

### Impacts de l'urbanisation
Le Mali, pays dont la population est encore essentiellement rurale, connaît une urbanisation croissante. La population urbaine, estimée à  20 933 072 habitants en 2020. Elle a une densité de 16,79 d'habitants par km/2, cette population est majoritairement jeune.
Cette urbanisation, souvent anarchique, engendre plusieurs conséquences : diminution des espaces verts, occupation des berges et des bas fonds avec des problèmes d’insalubrités et des risques d’inondation, une augmentation importante du volume des déchets dont beaucoup ne sont pas traités, entraînant une prolifération des dépotoirs sauvages, une aggravation des problèmes d’assainissement. Les pollutions atmosphériques sont également en développement, notamment dans la capitale Bamako, en raison de la consommation de bois pour la cuisson et des énergies fossiles pour l’industrie et les véhicules motorisés.